# Alça de transferência
Alça de transferência é um instrumento de uso em laboratórios de microbiologia composto de um fio metálico, de platina (quando é chamada também de alça de platina), ou aço inoxidável, preso a um cabo de vidro, um bastão de vidro, ou plástico de comprimento adequado. São atualmente também fabricadas alças de transferência totalmente em plástico, descartáveis. São usadas para transferir materiais contendo microorganismos, como bactérias ou leveduras, de um meio de cultura ou material em análise para outro meio.
As alças de transferência metálicas são flambadas constantemente em bico de Bunsen ou lamparina a álcool, durante seu uso, propiciando esterilização e com isso evitando a contaminação indesejada dos meios em trabalho.